# Achthuizen
Achthuizen é uma povoação dos Países Baixos, na província da Holanda do Sul. Achthuizen pertence ao município de Goeree-Overflakkee, e está situada a 17 km ao sul de Spijkenisse.
A área de Achthuizen, que também inclui as partes periféricas da cidade, bem como a zona rural circundante, tem uma população estimada em 900 habitantes.